# Clip-クリップ-
『Clip-クリップ-』は、2019年4月3日からまえばしCITYエフエム（M.wave）にて平日のお昼の月 - 金曜日 12:00 - 13:00に放送されているワイド番組。
番組提供は、高崎観光協会のみ。

## 概要
前番組名は「ひるどき845カフェ」であった。
「ひるどき845カフェ」時代から礒干彩香が継続してメインパーソナリティにて出演。
- 番組名のクリップは、前橋市中心の生活情報やレジャー、その他の情報をリスナーの心にとめられるようにと名付けられた。

## パーソナリティ
- 横山まい（火・木）
- 礒干彩香（AKAGIDAN）『愛称、あーちゃん』（月・水・金） - 平日の朝は『おはよう!まえばしcolor』を担当しているため、掛け持ち。

## 放送時間
- 月 - 金曜日 12:00 - 13:00（1時間）
- 再放送 24:00 - 25:30

## コーナー
- 天気
- 前橋情報ナビ
- 曲のリクエスト
  - （特別版は、平成最後に歌われた曲）
  - 群馬にライブにくる、アーティストなど選ばれる。
- Keep clip
  - 様々なジャンルのゲストを呼んで話を聞くコーナー。
  - 消防関係、警察関係、農産者、音楽関係など。
- メール紹介

## ゲスト
- ゴリ（ガレッジセール）2019年8月26日に映画『洗骨』の番宣として出演。

## 備考
- 2019年4月3日の放送開始から4月26日までの放送で20日間しか経っていないが平成最後の放送となった。
- 2019年4月28日 - 5月6日のゴールデンウィーク10連休は、お休み期間となった。